# Mariage en blanc
Pour plus de détails, voir Fiche technique et Distribution.
Mariage en blanc (My Fake Fiancé) est un téléfilm américain réalisé par Gil Junger et diffusé le 19 avril 2009 sur ABC Family.

## Synopsis
En proie à des soucis financiers, Jennifer et Vince qui se connaissent à peine et n'ont rien en commun organisent un faux mariage, espérant bénéficier d'argent et de cadeaux. L'argent ira à Vince, qui a des dettes de jeux, et Jennifer aura des objets pour meubler son nouvel appartement. Mais dans la pratique, évidemment tout se complique...

## Fiche technique
- Titre : Mariage en blanc
- Titre original : My Fake Fiancé
- Réalisation : Gil Junger
- Scénario : Howard March
- Budget : 5 000 000 $
- Pays d’origine : États-Unis
- Durée : 86 minutes
- Date de diffusion : 19 avril 2009

## Distribution
- Melissa Joan Hart (VF : Sarah Marot) : Jennifer
- Joey Lawrence (VF : Sébastien Desjours) : Vince
- Jason MacDonald : David
- Nicole Tubiola (en) : Courtney
- Diane Neal (VF : Laëtitia Lefebvre) : Bonnie
- Rhoda Griffis : Val
- Steve Schirripa : Monkey
- Burgess Jenkins : Steve
- Patricia French (VF : Frédérique Cantrel) : Catherine
- Elizabeth Keener : Carmen
- Robert Pralgo (en) : Ben

Version française
Studio de doublage : Dubbing Brothers
Direction artistique : Vanina Pradier
Adaptation :